# Umbria
Umbria (wł. Umbria) – region administracyjny w centralnych Włoszech, o powierzchni 8456 km², 872,9 tys. mieszkańców i stolicą w Perugii (146,7 tys. mieszkańców). Gęstość zaludnienia 103 osób na km².

## Godło
La Regione ha un proprio gonfalone, una bandiera ed uno stemma, raffiguranti in sintesi grafica i tre Ceri di Gubbio.

Region posiada własny sztandar, flagę i godło, przedstawiające graficznie trzy cerie (element lokalnej obrzędowości - rodzaj świecy) z Gubbio.

Według ustawy z 30 października 1973, godło regionu Umbrii odnosi się do święta ceri, jednego z najstarszych obrzędów w regionie. Symbol został wybrany do reprezentowania całego regionu, ponieważ sama w sobie zawiera wartości charakterystyczne dla historii i kultury regionu. W godle znajdują się trzy czerwone cerie na szarym tle, otoczone przez srebrne pasy w postaci prostokątów.

## Geografia

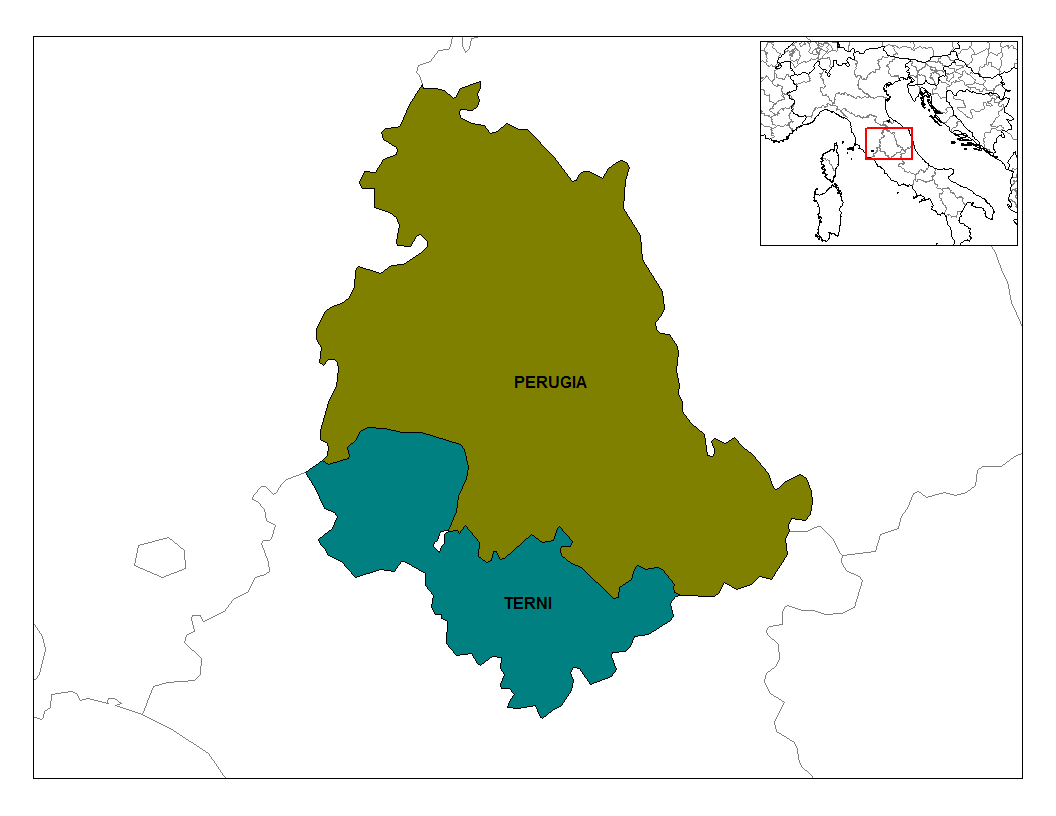
Podział administracyjny na prowincje

Umbria to region leżący w środkowych Włoszech, na zachodzie graniczy z Toskanią, na wschodzie z Marche, a na południu z Lacjum. To teren w większości górzysty (53%) i pagórkowaty (41%), zaledwie 6% regionu to tereny nizinne. Najwyższy punkt regionu znajduje się w pasmie górskim Monte Vettore na granicy z Marche i znajduje się 2476 m n.p.m., najniższy zaś punkt regionu znajduje się w dolinie Tybru w gminie Attigliano (96 m n.p.m.).
W skład regionu wchodzą 2 prowincje: 
- prowincja Perugia
- prowincja Terni.

Gminy z liczba mieszkańców większą niż 20 000 mieszkańców
| Godło | Miasto            | Liczba mieszkańców | Powierzchnia (km²) |
| ----- | ----------------- | ------------------ | ------------------ |
|       | Perugia           | 162.565            | 449 km²            |
|       | Terni             | 109.816            | 211 km²            |
|       | Foligno           | 56.036             | 263,7 km²          |
|       | Città di Castello | 39.492             | 387 km²            |
|       | Spoleto           | 38.563             | 349 km²            |
|       | Gubbio            | 32.542             | 525 km²            |
|       | Asyż              | 26.196             | 186 km²            |
|       | Bastia Umbra      | 21.050             | 27,6 km²           |
|       | Orvieto           | 20.841             | 281 km²            |
|       | Narni             | 20.212             | 197 km²            |

## Historia
Umbria to także kraina historyczna w antycznej Italii, w środkowej części Półwyspu Apenińskiego, nad rzekami Tybrem i Rubikonem, w okolicy Adriatyku. Nazwa regionu używana jest także współcześnie – pochodzi od starożytnego ludu Umbrów, który osiadł tam w VI wieku przed Chrystusem i był następnie wypierany przez Etrusków w kierunku Apeninów. W pierwszej połowie III w. przed Chrystusem Umbria stopniowo została włączona do państwa rzymskiego.
Główne miasta w okresie antycznym to:
- Mevania (dziś Bevagna)
- Narnia (dziś Narni).

Po upadku Rzymu (cesarstwa zachodniorzymskiego) tereny Umbrii rządzone były przez Ostrogotów, a później przez Bizancjum. W latach 584–751 wchodziły w skład egzarchatu Rawenny. Później północna część weszła w skład Państwa Kościelnego (756–1870), a południowa należała do rządzonego przez Longobardów księstwa Spoleto. Po 1861 Umbria została przyłączona do Włoch.

## Polityka
Prezydentem regionu jest Donatella Tesei (LN).